# Polevoi (Bélgorod)
|  | Per a altres significats, vegeu «Polevoi». |

Polevoi - Полевой (rus) - és un poble (un possiólok) de l'óblast de Bélgorod, a Rússia. El 2010 tenia 275 habitants. Pertany al districte (raion) de Novi Oskol.